# Elsie Houston
Elsie Houston (1902-1943) était une cantatrice brésilienne.

## Biographie
Elsie Houston est née à Rio de Janeiro. Son père, James Frank Houston, était un dentiste fortuné et sa mère, Arinda Galdo, née également à Rio de Janeiro, avait des racines portugaises venant des îles Madère. Cantatrice renommée au Brésil elle se rapproche très tôt de l'avant-garde artistique et compte parmi ses amis l'écrivain Mario de Andrade et la poétesse et romancière Patricia Galvão (Pagu). Elle est proche du compositeur Heitor Villa-Lobos, fréquente les peintres Flavio de Carvalho, Anita Malfatti, Tarsila do Amaral et la figure de proue du mouvement moderniste brésilien, le poète Oswald de Andrade.
Elle part en Allemagne pour étudier le chant avec Lilli Lehmann puis avec la soprano Ninon Vallin, d'abord en Argentine, puis à Paris. À Paris, elle chante comme soliste dans les concerts de Villa-Lobos. En 1928 elle rencontre le poète surréaliste Benjamin Péret et l'épouse. Elle vivra avec lui au Brésil de 1929 à 1931. De leur union naît, en 1931 à Rio de Janeiro, un fils prénommé Geyser. De retour en France après l'expulsion de Péret du Brésil comme "agitateur communiste", elle se sépare de lui et poursuit sa carrière artistique. 
Par la suite, aux États-Unis elle connaît le succès en interprétant des chants du folklore brésilien. Elle meurt en 1943 à New York dans des circonstances qui font penser à un suicide.